# Palazzo della Regina Giovanna

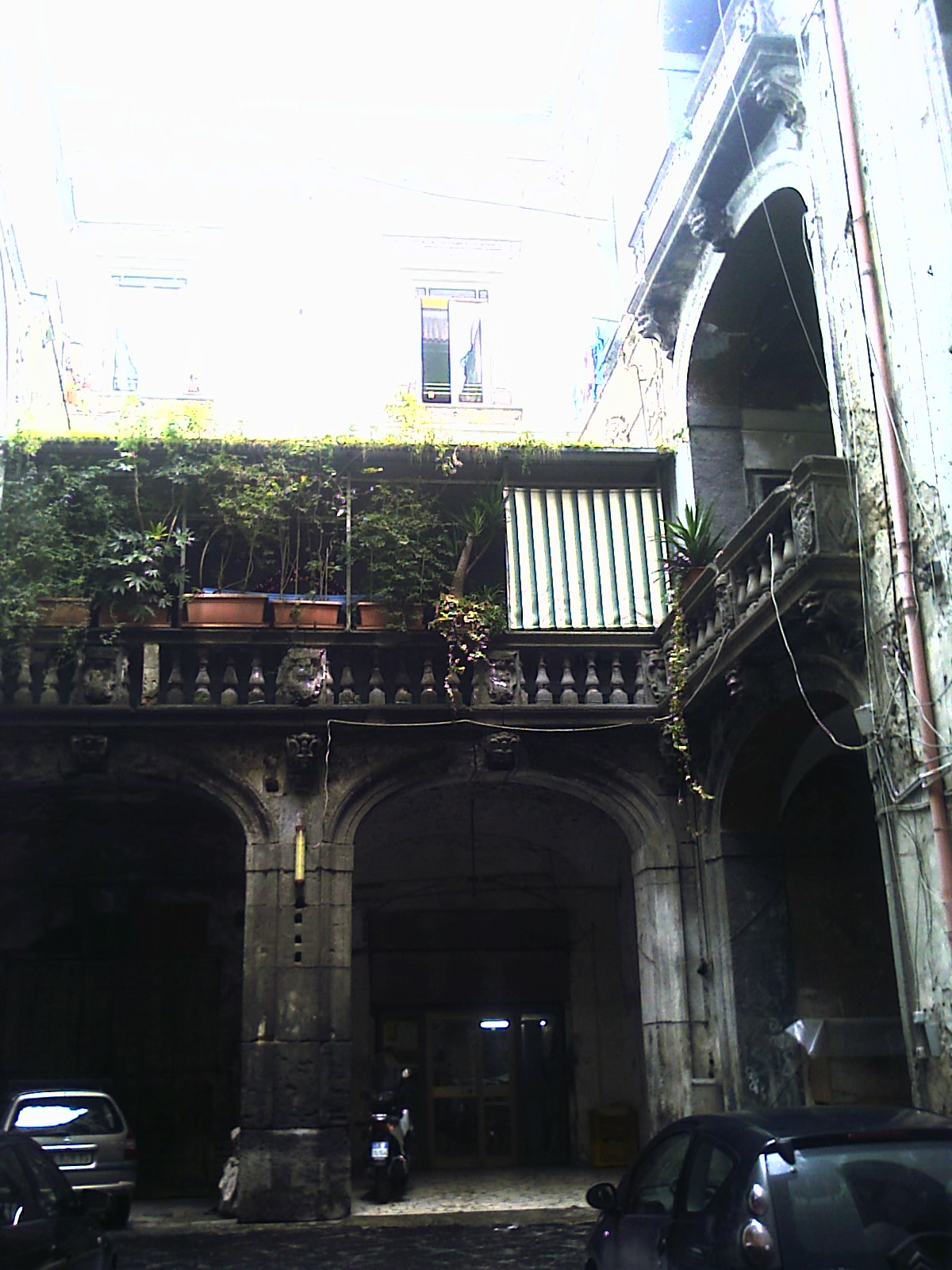
Palazzo della Regina Giovanna in Neapel: Innenhof

Der Palazzo della Regina Giovanna ist ein Palast aus dem 15. Jahrhundert im Viertel San Lorenzo in Neapel in der italienischen Region Kampanien. Er liegt im Vico Santa Maria Vertecoeli, 9.

## Geschichte und Beschreibung
Der Palast, der traditionell so genannt wird, wurde im 15. Jahrhundert errichtet, wie einige Spuren bezeugen. Im 16. Jahrhundert wurde er umgebaut, wovon die Fenster zum Innenhof Zeugnis ablegen. Im 18. Jahrhundert erfolgte ein weiterer Umbau, bei dem er im Rokokostil ausdekorieriert wurde. Die Balkone zur Straße stammen aus dem 17. Jahrhundert.
Der Palast stellt eine Mischung verschiedener Architekturstile innerhalb der Stadtmauern dar, die von der Renaissance, über den Barock bis zum Rokoko reichen.